# Friedhof Giebichenstein

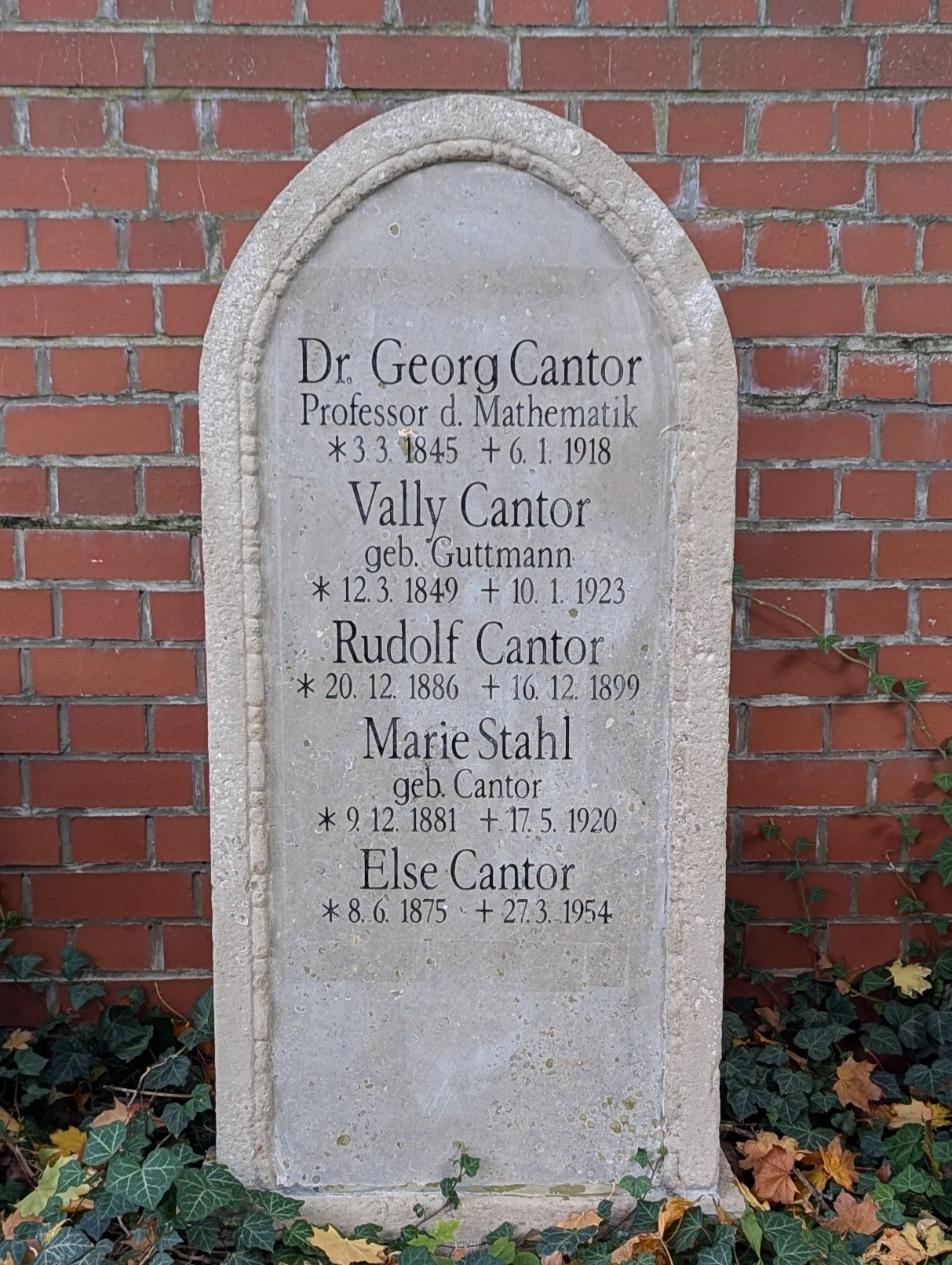
Grab des Mathematikers Georg Cantor

Der Friedhof Giebichenstein wurde 1883 im Stadtteil Giebichenstein von Halle (Saale) eingerichtet.

## Beschreibung
Die erste Bestattung auf dem Friedhof Giebichenstein fand 1883 statt. Es handelt sich um einen verhältnismäßig kleinen Friedhof mit einer Fläche von nur ca. 0,26 Hektar und rund 100 Grabstellen. Entlang der Begrenzungsmauer zur Friedenstraße befinden sich Erbbegräbnisse, die für den Friedhof kennzeichnend sind. Unter ihnen ist das des Mathematikers Georg Cantor. In der Mitte des Geländes liegen 52 Ehrengräber für im Zweiten Weltkrieg Gefallene. Träger des Friedhofes ist die Stadt Halle.